# Gospel pour 100 voix
Pour les articles homonymes, voir Gospel (homonymie).
 (mai 2018).
Si vous disposez d'ouvrages ou d'articles de référence ou si vous connaissez des sites web de qualité traitant du thème abordé ici, merci de compléter l'article en donnant les références utiles à sa vérifiabilité et en les liant à la section « Notes et références ».
Gospel pour 100 voix ou « The 100 voices of gospel » est un groupe français de Gospel composé de plus de 100 chanteurs et musiciens.
Cette chorale gospel a été créée en 1998 pour un concert. Le groupe est composé d'artistes de plus de 25 nationalités et de confessions différentes. En 2016, l'émission télévisée anglaise « Britain's Got Talent » leur a permis d'acquérir une popularité internationale.

## Historique
Le groupe Gospel pour 100 voix est né le 24 mai 1998 à l'occasion du 150e anniversaire de l'abolition de l'esclavage en France (1848). 100 chanteurs de Gospel du monde entier sont alors réunis pour un concert au Palais des Sports de Paris, pour rendre hommage aux valeurs associées à cette date symbolique.
Le spectacle évolue ensuite, passant d'une chorale à un spectacle avec musiciens, chanteurs et danseurs. Neuf albums ont été produits.
En 2016, Gospel pour 100 voix participe à l'émission britannique Britain's Got Talent. Leur passage télévisé est vu par plus de 12 millions de téléspectateurs et les retransmissions Youtube de leurs passages sont vues plus de 33 millions de fois.

## Composition

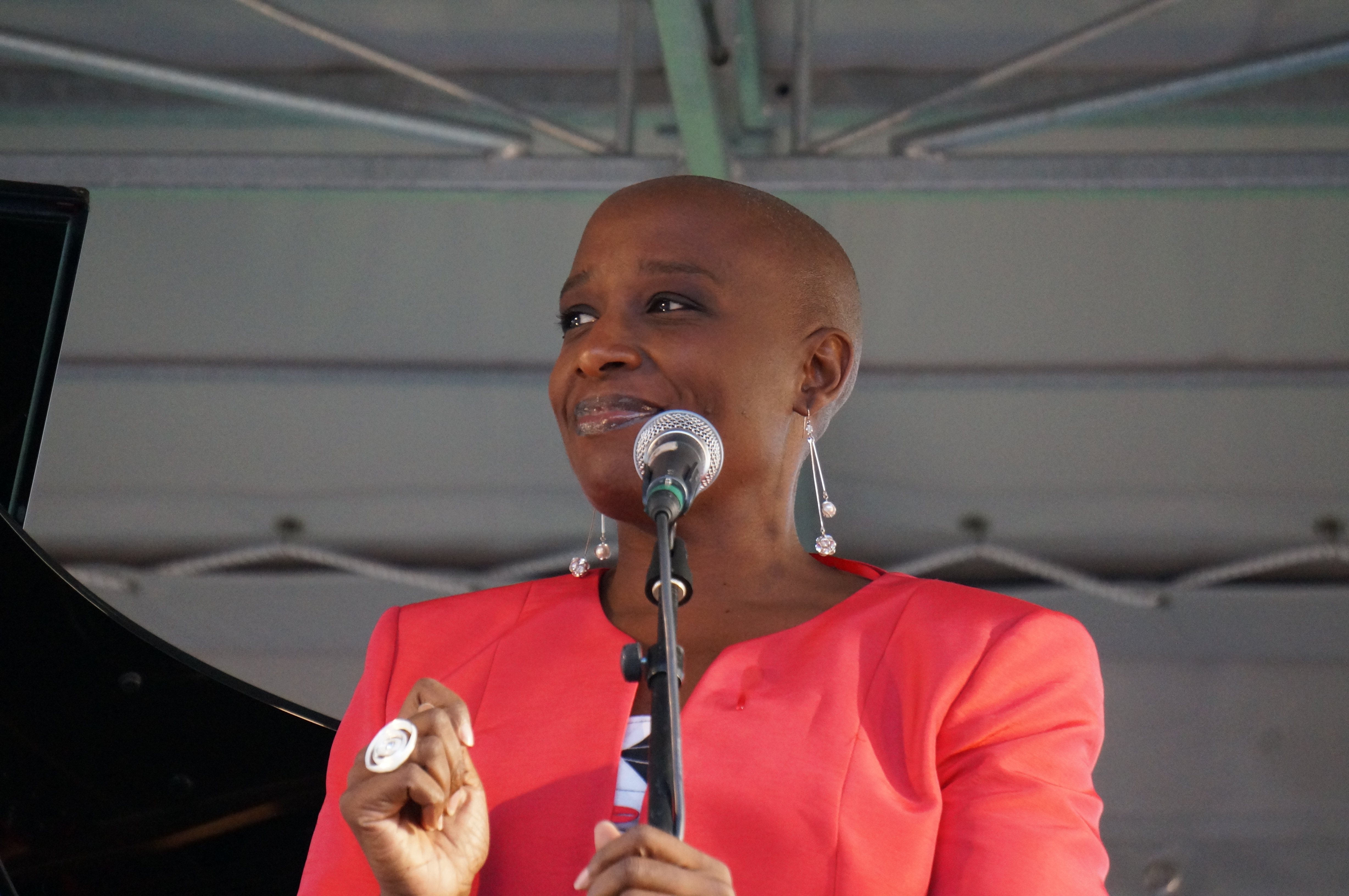
Dominique Magloire, une des solistes de « Gospel pour 100 voix »

A chaque saison, un recrutement d'artistes a lieu. La troupe est composée de membres originaires de 24 pays ou régions du monde. Le groupe se compose d'artistes pour certains déjà reconnus internationalement, comme par exemple Dominique Magloire (française), Malik Young (américain) ou Jean Carpenter.
Jean-Baptiste Guyon est le créateur de ce spectacle. Il en est le producteur et le directeur artistique depuis l'origine.
Les différents chefs de chœurs ont été Max Zita, Jio Moussio, Philippe Aglaé, Isabelle Voitié et Malik Young.